# The Hurricane Kid
Pour les articles homonymes, voir Hurricane.
Pour plus de détails, voir Fiche technique et Distribution.
The Hurricane Kid est un western américain réalisé par Edward Sedgwick, sorti en 1925.

## Fiche technique
- Titre : The Hurricane Kid
- Réalisation : Edward Sedgwick
- Scénario : Will Lambert (histoire), Richard Schayer (auteur), adapté par Raymond L. Schrock
- Société de production : Universal Pictures
- Photographie : Virgil Miller
- Montage :
- Décors :
- Costumes :
- Pays :  États-Unis
- Genre : Western
- Durée : 60 minutes
- Format : Noir et blanc - Film muet - 1,33:1 - Format 35 mm
- Budget :
- Date de sortie :
  - États-Unis : 25 janvier 1925

## Distribution
- Hoot Gibson : The Hurricane Kid
- Marian Nixon : Joan Langdon
- William Steele : Lafe Baxter
- Arthur Mackley : Colonel Langdon
- Violet La Plante : l'ami de Joan
- Harry Todd : Hezekial Potts
- Fred Humes : Jed Hawks